# Jamma'in
Jamma'in, en arabe : جمّاعين, est une ville du gouvernorat de Naplouse en Palestine,  située à 16 km au sud-ouest de Naplouse, au centre de la Cisjordanie.
Selon le recensement du bureau central palestinien des statistiques, la localité compte une population de 7 436 habitants en 2017.